# Prix Abel-Bassigny
Le prix Abel-Bassigny est une course hippique de trot attelé se déroulant au mois d'août sur l'hippodrome de Vincennes (fin octobre ou début novembre avant 2022).
C'est une course de Groupe II réservée aux poulains de 3 ans, hongres exclus, ayant gagné au moins 10 000 € (conditions en 2024). Son équivalent pour les pouliches est le prix Reine du Corta se disputant le même jour. Avant la création du prix Reine du Corta en 1992, la course était également ouverte aux femelles.
Elle se court sur la distance de 2 175 mètres (grande piste), départ volté. En 2024, l'allocation est de 120 000 €, dont 54 000 € pour le vainqueur.
Créée en 1919, l'épreuve honore la mémoire d'Abel Bassigny, mort en août 1912, chevalier de la Légion d'honneur, président de la société des Cuirassiers de Reischoffen, membre du comité de la Société du demi-sang, propriétaire d'un haras dans l'Oise.

## Palmarès depuis 1970
| Année | Vainqueur          | Père               | Driver                    | Entraîneur              | Distance | Réd.km |
| ----- | ------------------ | ------------------ | ------------------------- | ----------------------- | -------- | ------ |
| 2024  | Lombok Jiel        | Énino du Pommereux | Pierre-Yves Verva         | Jean-Luc Dersoir        | 2 175 m  | 1'12"5 |
| 2023  | Koctel du Dain     | Boccador de Simm   | David Thomain             | Philippe Allaire        | 2 175 m  | 1'10"8 |
| 2022  | Just a Gigolo      | Boccador de Simm   | Franck Nivard             | Philippe Allaire        | 2 175 m  | 1'12"3 |
| 2021  | Idéal Ligneries    | Repeat Love        | Franck Nivard             | Fabrice Souloy          | 2 175 m  | 1'11"9 |
| 2020  | Hohneck            | Royal Dream        | Yoann Lebourgeois         | Philippe Allaire        | 2 175 m  | 1'12"  |
| 2019  | Gotland            | Ready Cash         | Éric Raffin               | Philippe Allaire        | 2 175 m  | 1'14"3 |
| 2018  | Face Time Bourbon  | Ready Cash         | Björn Goop                | Sébastien Guarato       | 2 175 m  | 1'13"5 |
| 2017  | Eridan             | Ready Cash         | David Thomain             | Sébastien Guarato       | 2 175 m  | 1'14"4 |
| 2016  | Dijon              | Ganymède           | Romain Derieux            | Romain Derieux          | 2 175 m  | 1'14"1 |
| 2015  | Cristal Money      | Coktail Jet        | Franck Nivard             | Thierry Duvaldestin     | 2 175 m  | 1'13"3 |
| 2014  | Bold Eagle         | Ready Cash         | Franck Nivard             | Sébastien Guarato       | 2 175 m  | 1'12"7 |
| 2013  | Aladin d'Écajeul   | Quaker Jet         | Éric Raffin               | Sébastien Guarato       | 2 175 m  | 1'13"3 |
| 2012  | Very Look          | Look de Star       | Jean-Michel Bazire        | Jean-Michel Bazire      | 2 175 m  | 1'14"5 |
| 2011  | Uniclove           | Look de Star       | Thierry Duvaldestin       | Thierry Duvaldestin     | 2 175 m  | 1'14"9 |
| 2010  | Timoko             | Imoko              | Richard Westerink         | Richard Westerink       | 2 175 m  | 1'13"1 |
| 2009  | Sun Céravin        | Mon Premier Céhère | Franck Nivard             | Vincent Renault         | 2 175 m  | 1'13"5 |
| 2008  | Ready Cash         | Indy de Vive       | Bernard Piton             | Philippe Allaire        | 2 175 m  | 1'14"6 |
| 2007  | Quaro              | Kiwi               | Jean-Michel Bazire        | Fabrice Souloy          | 2 175 m  | 1'14"1 |
| 2006  | Prince d'Espace    | Himo Josselyn      | Jean-Michel Bazire        | Sébastien Guarato       | 2 175 m  | 1'14"  |
| 2005  | Orlando Vici       | Quadrophenio       | Jean-Michel Bazire        | Fabrice Souloy          | 2 700 m  | 1'15"7 |
| 2004  | Nobody du Chêne    | Casino des Sports  | Jos Verbeeck              | Hervé Daougabel         | 2 700 m  | 1'15"6 |
| 2003  | Meaulnes du Corta  | Voici du Niel      | Laurent-Claude Abrivard   | Laurent-Claude Abrivard | 2 700 m  | 1'16"4 |
| 2002  | L'As de Boussières | Courlis du Pont    | Bertrand Lefèvre          | Bertrand Lefèvre        | 2 700 m  | 1'16"  |
| 2001  | Kaisy Dream        | Extreme Dream      | Jean-Pierre Dubois        | Jean-Pierre Dubois      | 2 700 m  | 1'15"7 |
| 2000  | Jasmin de Flore    | Vivier de Montfort | Jean-Michel Bazire        | Michael-Jean Ruault     | 2 700 m  | 1'16"8 |
| 1999  | Insert Gédé        | Jet du Vivier      | Yves Dreux                | Jean-Luc Bigeon         | 2 700 m  | 1'16"3 |
| 1998  | Halimède           | Buvetier d'Aunou   | Jean-Étienne Dubois       | Jean-Étienne Dubois     | 2 700 m  | 1'19"2 |
| 1997  | Gavroche Perrine   | Ténor de Baune     | Jean-Baptiste Bossuet     | Jean-Baptiste Bossuet   | 2 700 m  | 1'16"2 |
| 1996  | Favori du Cotil    | Voici du Niel      | Ulf Nordin                | Ulf Nordin              | 2 700 m  | 1'17"6 |
| 1995  | Escartefigue       | Steed James        | Alain Laurent             | Alain Laurent           | 2 700 m  | 1'17"4 |
| 1994  | Daholic            | Workaholic         | Franck Ouvrie             | Jean-Pierre Dubois      | 2 700 m  | 1'18"  |
| 1993  | Cézio Josselyn     | Armbro Goal        | Jean-Pierre Dubois        | Jean-Pierre Dubois      | 2 700 m  | 1'18"1 |
| 1992  | Boy du Pré         | Podosis            | Philippe Allaire          | Philippe Allaire        | 2 650 m  | 1'18"7 |
| 1991  | Autour d'Aunou     | Speedy Somolli     | Jean-Étienne Dubois       | Jean-Étienne Dubois     | 2 650 m  | 1'17"  |
| 1990  | Victoire Classique | Mon Tourbillon     | Jean-Pierre Viel          | Jean-Pierre Viel        | 2 650 m  | 1'18"7 |
| 1989  | Ugh                | Honorin            | Michel Roussel            | Alain Houssin           | 2 650 m  | 1'19"2 |
| 1988  | Tabac Blond        | Kidy               | Bernard Bedeloup          | Bernard Bedeloup        | 2 650 m  | 1'20"1 |
| 1987  | Sabre d'Avril      | Hadol du Vivier    | Jean-Pierre Viel          | Jean-Pierre Viel        | 2 650 m  | 1'17"1 |
| 1986  | Riton du Gîte      | Buffet II          | Michel Lenoir             | Georges Lelièvre        | 2 650 m  | 1'19"9 |
| 1985  | Quarisso           | Fakir du Vivier    | Michel-Marcel Gougeon     | Jean-Lou Peupion        | 2 650 m  | 1'19"5 |
| 1984  | Potin d'Amour      | Chambon P          | Jan Kruithof              | Jan Kruithof            | 2 675 m  | 1'17"8 |
| 1983  | Orco               | Carlo d'Orsay      | Gérard Mascle             | Domingo Perea           | 2 300 m  | 1'19"  |
| 1982  | Noble Atout        | Ura                | Jan Kruithof              | Jan Kruithof            | 2 250 m  | 1'17"2 |
| 1981  | Major de Brion     | Mitsouko           | Michel-Marcel Gougeon     | Michel-Marcel Gougeon   | 2 250 m  | 1'19"6 |
| 1980  | L'Alezan           | Apaty              | Michel Lenoir             | Michel Lenoir           | 2 250 m  | 1'19"9 |
| 1979  | Kerridou           | Rubis Royal        | Richard-William Denéchère | Léopold Verroken        | 2 250 m  | 1'18"2 |
| 1978  | Jamborée           | Valmont            | Jean-René Gougeon         | Jean Lesne              | 2 250 m  | 1'19"5 |
| 1977  | Indiscret d'Ax     | Kubler L           | Jean-René Gougeon         |                         | 2 250 m  | 1'21"8 |
| 1976  | Héros de Mai       | Tony M             | Bernard Froger            |                         | 2 250 m  | 1'19"9 |
| 1975  | Gamélia            | Kerjacques         | Pierre-Louis Marie        |                         | 2 250 m  | 1'20"2 |
| 1974  | Féroé              | Larré F            | Jean Riaud                |                         | 2 250 m  | 1'20"2 |
| 1973  | Espoir de Sée      | Uccello B          |                           |                         | 2 250 m  |        |
| 1972  | Dame de Carreau    | Fandango           | François Ballière         |                         | 2 250 m  | 1'20"6 |
| 1971  | Clissa             | Quioco             | Michel-Marcel Gougeon     |                         | 2 250 m  | 1'19"  |
| 1970  | Bellouet           | Paléo              | Michel Roussel            |                         | 2 250 m  |        |
| 1969  | Alexis III         | Narioca            | André-Denis Ollivaud      |                         | 2 250 m  |        |
| 1968  | Vaccarès II        | Horus L            | Jean-René Gougeon         |                         | 2 250 m  | 1'18"9 |
| 1967  | Upsal du Pont      |                    | Michel-Marcel Gougeon     |                         | 2 250 m  | 1'20"4 |
| 1966  | Tahitienne         | Le Roi d'Atout II  | G. Peltier                |                         | 2 250 m  | 1'20"6 |
| 1965  | Suspense II        | Horus L            | Roger Baudron             |                         | 2 250 m  | 1'21"7 |
| 1964  | Robert P           | Euripide           | Mascle                    |                         | 2 250 m  |        |

## Sources
- Pour les conditions de course et les dernières années du palmarès : site de la SETF
- Pour les courses plus anciennes :
  - archives des quotidiens  (Ouest-France, Sud-Ouest…)